# Sulfadoxin
Sulfadoxin ist ein Antibiotikum aus der Gruppe der Sulfonamide. In Kombination mit Pyrimethamin wurde es zur Behandlung und Vorbeugung von Malaria eingesetzt, jedoch aufgrund von weit verbreiteten Resistenzen von Artemisinin-basierten Therapien abgelöst, beziehungsweise wird in Kombination mit Artesunat verabreicht. Sulfadoxin-Pyrimethamin (SP) wird jedoch noch immer zur vorbeugenden Behandlung von Malaria während der Schwangerschaft eingesetzt.

## Synthese
Zur Synthese wird 4-Acetamidobenzolsulfonsäurechlorid mit 4-Amino-5,6-dimethoxypyrimidin umgesetzt und anschließend die Acetylgruppe alkalisch abgespalten.